# 107
El año 107 (CVII) fue un año común comenzado en viernes del calendario juliano, en vigor en aquella fecha.
En el Imperio romano el año fue nombrado como «el del consulado de Sura y Seneción» o menos comúnmente, como el 860 ab urbe condita, siendo su denominación como 107 a principios de la Edad Media, al establecerse el anno Domini.

## Acontecimientos
- Lucio Licinio Sura y Quinto Sosio Seneción ejercen el consulado.
- El emperador Trajano divide Panonia en dos porciones en algún momento entre el año 102 y este año.
- Un embajador indio es recibido por Trajano.

## Fallecimientos
- Ignacio de Antioquía, obispo y teólogo.
- Tito Avidio Quieto, político romano.